# Quexquémitl

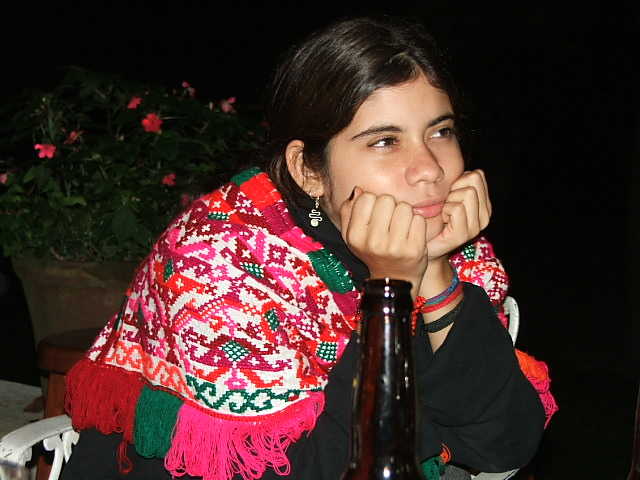
Quezquémitl de la Huasteca potosina, identificable por sus colores.

El quexquémitl (AFI: [keʃ'ke.mitl], del náhuatl; kechkemitl, que significa «punta del cuello») es una prenda que ha sido usada por ciertas etnias indígenas en México desde la época prehispánica. Por lo general, consta de dos piezas de tela rectangular, muchas veces tejidas a mano, que se cosen juntas para formar un sarape o una prenda similar a un chal, que generalmente se usa colgando de los hombros.
Puede construirse con varias telas diferentes, típicamente con tejidos intrincados, y suele estar muy decorada, la mayoría de las veces con bordados.
En el período prehispánico, solo a las mujeres de alto rango social se les permitía usar el quexquémitl. Desde el período colonial, ha sido adoptado por varios pueblos, principalmente viviendo en el centro de México para uso diario, festivales y rituales, pero su uso ha disminuido.

## Historia

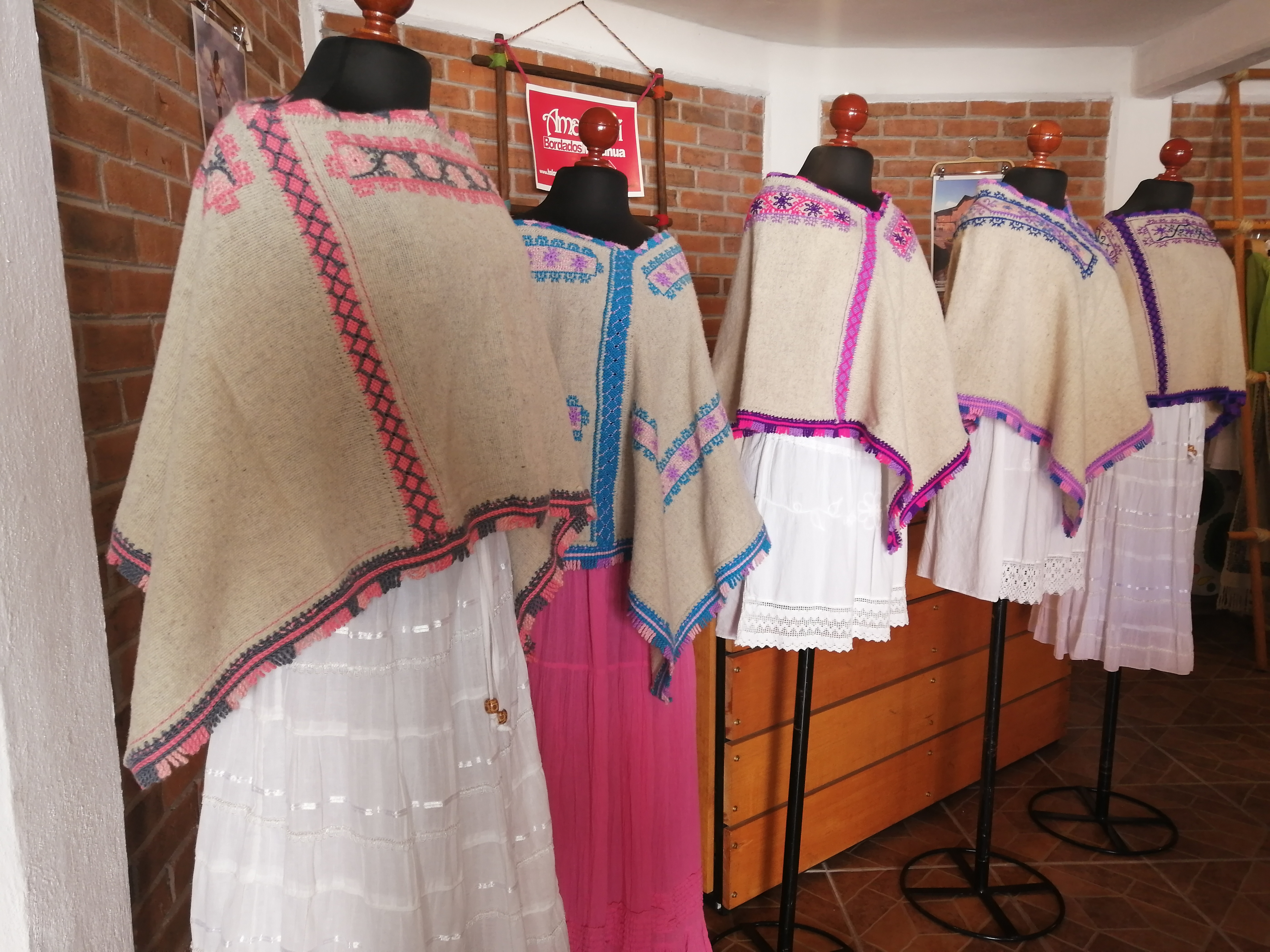
Quexquemetl Mazahua El Oro Estado de México

Los orígenes de esta pieza se remontan a la Mesoamérica precolombina, y aparece en numerosas representaciones iconográficas y en la estatuaria desde por lo menos el Clásico. Es muy probable que tenga sus orígenes en la costa del Golfo de México, donde constituye en la actualidad la prenda característica de las mujeres indígenas de la región. Con algunas transformaciones, el quexquémitl ha pasado a la época contemporánea, especialmente entre los pueblos nahuas de Puebla, San Luis Potosí e Hidalgo; los otomíes y mazahuas del centro del país, y los huastecos. Entre los purépechas persiste en el poblado de Angahuan.

## Confección

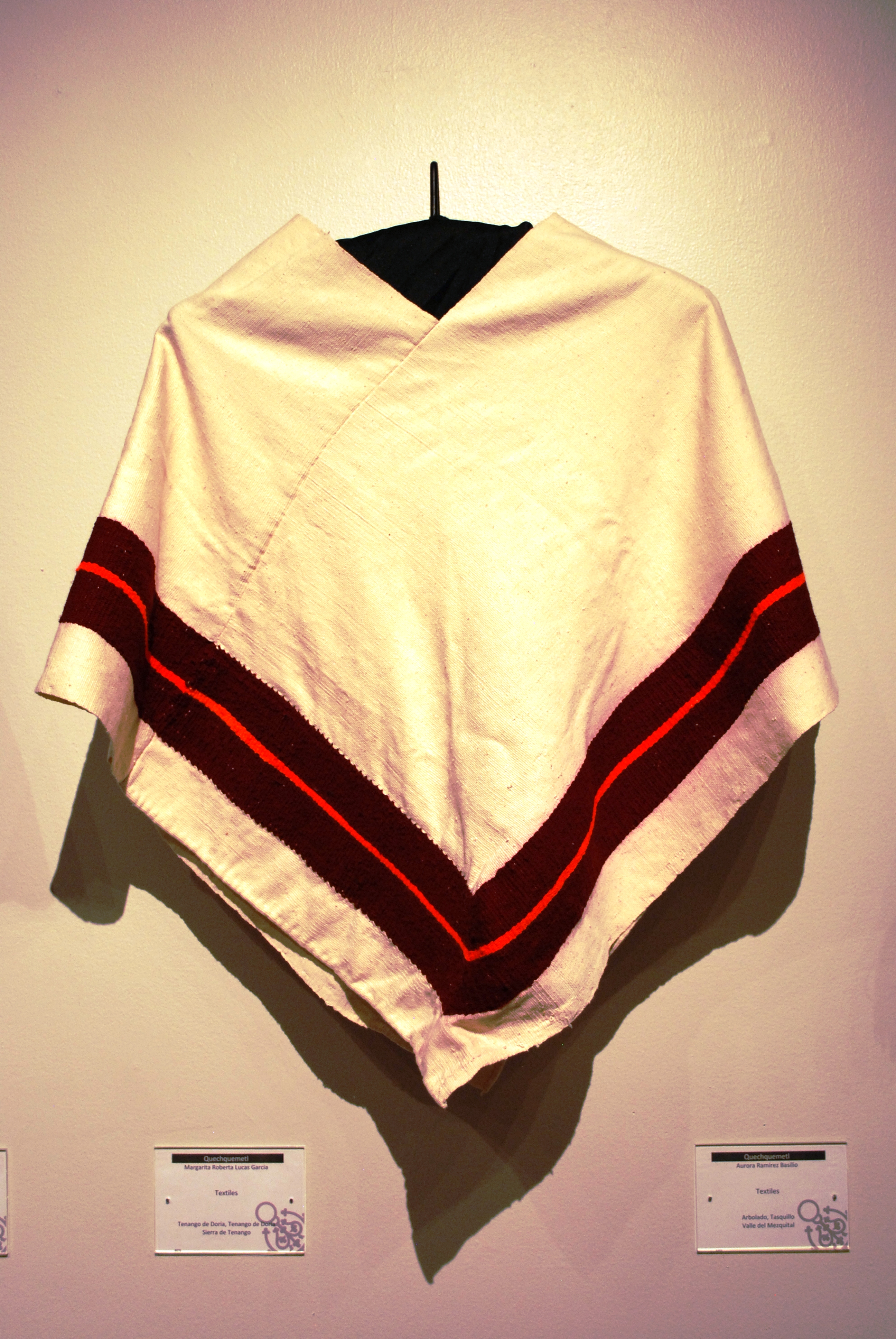
Quechquemitl de Hidalgo en el Museo de Arte Popular (Ciudad de México) en la capital del país

El quexquémitl se trabaja principalmente con telas tejidas en telar de cintura, siguiendo las técnicas milenarias de los pueblos mesoamericanos. 
Existen varias maneras de confeccionarlo. La más sencilla es con dos fragmentos cuadrados de tela sobre que se cosen por dos lados de manera que forman un rombo con un hueco para meter la cabeza por él. Otra forma consiste en el uso de dos piezas rectangulares de tela. Los lados menores son cosidos a los lados mayores, de manera que en el centro de ellos quede un orificio para la cabeza. 
La técnica más complicada consiste en el uso de un solo fragmento de tela tejido en curva —técnica textil única de Mesoamérica—. Este complicado sistema de tejido permite la creación de telas en forma de una herradura, de modo que para formar el quexquémitl simplemente se cosen los extremos. 
Los quexquémitl suelen ser trabajados con labores de decoración textil como el bordado, el brocado o la aplicación de otros materiales, dependiendo de la región y el gusto de la tejedora. Aunque hay algunos que se trabajan con telas industriales, las prendas de mayor calidad son las que se trabajan artesanalmente, con materias primas naturales. 
Los materiales que se emplean para la confección del quexquémitl son variados. El predilecto es el algodón, aunque en la Sierra Norte de Puebla es común el uso de gruesos hilos de lana debido al clima frío de la zona. Los motivos de la decoración también son variados; algunos de ellos tienen origen prehispánico, en especial los geométricos, hay otros que son más figurativos y finalmente, los que han incorporado la iconografía mestiza.
- Datos: Q7269893
- Multimedia: Quezquémetl / Q7269893